# Matúškovo
Matúškovo, slovensky dříve Takšoň (maď. Taksonyfalva, do roku 1907 Taksony) je obec na Slovensku, v Podunajské nížině, v okrese Galanta. Leží cca 3 km jižně od centra Galanty.

## Historie
Archeologické nálezy potvrzují osídlení obce již v době bronzové. Další archeologické nálezy pocházejí z období raného středověku a z 10. století. První písemná zmínka o obci se nachází v popisu diakovského katastru v listině z roku 1138, kdy je uvedena jako „terra civilium Posoniensium de villa locsun“. Podle záznamů v Prayově kodexu stála v obci již koncem 13. století kaple, kterou ve 14. století rozšířili na kostel. V letech 1921 až 1936 byla součástí tehdejší obce Takšoň osada Štefánikov (dnes součást Galanty, zvaná Javorinka). V letech 1971 až 1990 byla obec součástí města Galanta. V roce 1992 zde byl otevřen nový evangelický kostel.

## Pamětihodnosti
- Římskokatolický kostel Narození Panny Marie – postaven na místě staršího kostela. Současný kostel byl vysvěcen v roce 1784. Malba nad hlavním oltářem zobrazuje narození Panny Marie; obraz namaloval v roce 1871 Mór Than.[4]
- Fara z roku 1774.; ve faře bývala knihovna s 1500 svazky knih.
- Dům lidového bydlení Matúškovo (slovensky Dom ľudového bývania Matúškovo), ve kterém je expozice, která je součástí Vlastivědného muzea v Galantě.[5]

## Školy
V obci jsou dvě základní školy – jedna s vyučovacím jazykem slovenským a druhá s vyučovacím jazykem maďarským.